# Beleš
Beleš (búlgaro y serbocroata cirílico: Белеш) es un pueblo de Serbia perteneciente al municipio de Dimitrovgrad en el distrito de Pirot.
En 2011 tenía 773 habitantes. Étnicamente, la población está compuesta a partes iguales por búlgaros y serbios.
Se ubica en la periferia suroccidental de la capital municipal Dimitrovgrad, a orillas del río Nišava y junto a la carretera E80 que une Niš con Sofía. El pueblo se ha desarrollado desde finales del siglo XX gracias a su ubicación junto a la capital municipal: hasta 1990, se consideraba un área del vecino pueblo de Lukavica.

## Demografía
La localidad ha tenido la siguiente evolución demográfica:
| Gráfica de evolución demográfica de Beleš entre 1948 y 2011 |
|                                                             |